# Molophilus (Molophilus) basispinosus
Molophilus (Molophilus) basispinosus is een tweevleugelige uit de familie steltmuggen (Limoniidae). De soort komt voor in het Neotropisch gebied.